# Tahra
Tahra è stata un'etichetta discografica indipendente francese, specializzata nella pubblicazione di dischi di musica classica contenenti registrazioni storiche.
L'etichetta Thara è distribuita in tutto il mondo da Harmonia Mundi, eccetto alcuni paesi (Germania, Inghilterra, Austria, Corea del Nord, Spagna, Stati Uniti d'America) in cui è distribuita da altri intermediari.

## Storia
La casa editrice musicale è stata fondata nel 1993 da Myriam Scherchen, figlia del direttore d'orchestra tedesco Hermann Scherchen (Berlino, 1891- Firenze, 1966), e dal melomane René Trémine, membro della Société Furtwängler Française, al quale si deve l'idea iniziale. Dall'incontro tra i due, e dalla comune passione per la musica, che fu alla base della creazione di Tahra, nacque un sodalizio culturale che si trasformò in un legame sentimentale durato fino alla morte di Trémine, avvenuta nel 2014.
Il nome dell'etichetta deriva da un'alterazione di Tara, il nome della piantagione degli O'Hara nel romanzo Via col vento di Margaret Mitchell: l'aggiunta di una "h" nel mezzo alludeva all'iniziale del nome di battesimo di Hermann Scherchen.
La sua attività, fin dall'inizio, è stata dedicata alla pubblicazione di esecuzioni storiche, poco conosciute o trascurate, di grandi direttori d'orchestra e famosi artisti, figure direttoriali come Wilhelm Furtwängler, Hermann Scherchen, Hermann Abendroth Hans Knappertsbusch, Karel Ančerl, Pierre Monteux, Eugen Jochum, Willem Mengelberg, Igor Markevitch, Hans Schmidt-Isserstedt, Kirill Kondrašin, e musicisti solisti come Youra Guller, Lazare Lévy, Eduard Erdmann, Clara Haskil, Kathleen Ferrier, Kirsten Flagstad.

### Incisioni
Le incisioni erano il frutto di un continuo lavoro di ricerca svolto dai due soci negli archivi sonori e radiofonici e nelle biblioteche d'Europa, col dichiarato scopo programmatico di documentare e «far rivivere [...] un'intera età dell'oro della direzione d'orchestra». Si voleva, in questo modo, sopperire a una lacuna nell'offerta discografica dovuta al disinteresse della grandi major discografiche verso il repertorio delle esecuzioni storiche, in modo da «riportare alla ribalta nomi che non erano quasi più rintracciabili negli scaffali dei negozi di dischi», di «fare ascoltare il suono caratteristico di una particolare orchestra rispetto a quello tipico di un’altra», di «far rivivere in qualche modo la ricchezza e la varietà che esistevano prima che i processi di uniformazione cominciassero il loro lento lavoro di livellamento verso il basso».
Ciascuna incisione veniva accompagnata da un apparato di note che contenevano informazioni artistiche e biografiche frutto di un lavoro di ricerca che coinvolgeva anche l'ascolto dei familiari degli artisti ormai scomparsi da tempo al fine di far riemergere un patrimonio di informazioni biografiche, a volte anche trascurabili, in grado, tuttavia, di comporre un quadro storico e biografico. L'apparato informativo trasformava le incisioni in vere e proprie monografie in miniatura.

### Cessazione dell'attività
L'attività discografica è cessata nel 2014, dopo la morte del cofondatore. La moglie ha annunciato, infatti, l'uscita di un'incisione che rappresenta l'epilogo dell'attività editoriale, il CD Tahra Story (numero di catalogo Tah 768).